# Fimbristylis humerosa
Fimbristylis humerosa är en halvgräsart som beskrevs av Ethirajalu Govindarajalu. Fimbristylis humerosa ingår i släktet Fimbristylis och familjen halvgräs. Inga underarter finns listade i Catalogue of Life.